# 高橋研二
高橋 研二（たかはし けんじ、1981年1月16日 - ）は、日本の男性声優。賢プロダクション所属。群馬県出身。

## 略歴
幼少期に空手とヴァイオリンを習い、中学時代はテニス部に所属。大学の演劇サークルで初めて芝居に触れ、演劇に目覚める。
勝田声優学院21期生、スクールデュオ6期生を経て、賢プロダクション所属。
2021年8月30日、自身のTwitterにて入籍を発表した。

## 人物
特技はヴァイオリン、口笛。趣味は映画鑑賞、珈琲、喫茶店通い。

## 出演

### テレビアニメ
2006年
- ケモノヅメ（食人鬼A）
- こてんこてんこ（魔物1、搭乗員B、町人A）

2007年
- おおきく振りかぶって（2007年 - 2010年、大河、桐青部員、原田玲一、崎玉ナイン、塁審 他） - 2シリーズ
- Over Drive（ミズキ、観客）
- 風のスティグマ（シン、シード）
- 機動戦士ガンダム00（2007年 - 2009年、紅龍、ハワード・メイスン、ラグナの秘書、沙慈の同僚、反乱軍クルー 他） - 2シリーズ
- ケロロ軍曹（2007年 - 2009年、番組内Na、幹部、司令官）
- げんしけん2（男B）
- 恋する天使アンジェリーク〜かがやきの明日〜（村人）
- シュガーバニーズ（2007年 - 2009年、マルーヌのパパ、エイメ） - 3シリーズ
- 神霊狩/GHOST HOUND（安達徹）
- 天保異聞 妖奇士（丹生夜）
- 魔人探偵脳噛ネウロ（警官）
- ムシウタ（特環局員）
- REIDEEN（池沢）
- ロミオ×ジュリエット（ガワー、労役者）
- 湾岸ミッドナイト（佐々木元、担当医、他多数）

2008年
- アリソンとリリア（警官）
- かのこん（男子生徒）
- 喰霊 -零-（隊員）
- かんなぎ（男子生徒）
- 銀魂（2008年 - 2010年、隊士A、幹部B、野良猫B）
- CLANNAD-クラナド-（他校生）
- 黒執事（ふとっちょ、司会）
- 結界師（妖）
- ケメコデラックス!（男子生徒、ドロボー、アナウンス、客、男、研究者）
- ゴルゴ13（副船長）
- サザエさん（玄界灘次郎）
- シゴフミ（ヤクザ、ロレンツォ）
- 獣神演武 -HERO TALES-（住民、渦津団員）
- しゅごキャラ!!どきっ（2008年 - 2010年、司会者、空手部員、プロデューサー） - 2シリーズ
- ストライクウィッチーズ（2008年 - 2010年、通信兵、整備兵A） - 2シリーズ
- セキレイ（手下眼鏡〈柿崎〉、現場監督、TVアナウンサー）
- 絶対可憐チルドレン（作業員）
- TYTANIA -タイタニア-（兵士、オペレーター、係員）
- テイルズ オブ ジ アビス（マルクト兵、マクガヴァン将軍〈グレン・マクガヴァン〉）
- To LOVEる -とらぶる-（ツレB）
- ネオ アンジェリーク Abyss -Second Age-（衛兵）
- 乃木坂春香の秘密（黒犬A）
- ヒャッコ（戦国獅々丸、文芸部員、歌川、男子生徒B）
- BLASSREITER（マークス、警官C、研究員1、整備員、若者A 他）
- BLEACH（2008年 - 2010年、会田、隊士、厳霊丸、死神D、隊員A 他）
- 北斗の拳 ラオウ外伝 天の覇王（ジライ団、将軍、キング兵、拳王兵、聖帝兵）
- ポケットモンスター ダイヤモンド&パール（チアキ）
- モノクローム・ファクター（王役）
- ワールド・デストラクション 〜世界撲滅の六人〜（看守）

2009年
- アスラクライン（八伎、ヴィヴィアン〈ドウター〉、瑤の父、取り巻き、ドウターA） - 2シリーズ
- アラド戦記〜スラップアップパーティー〜（手下(1)、村人A）
- かなめも（客）
- クイーンズブレイド シリーズ（兵士、宿屋の主人、評議員C、悪党B、客B 他） - 2シリーズ
- グイン・サーガ（タンゲリヌス）
- 黒神 The Animation（社員）
- シャングリ・ラ（反対派3）
- 神曲奏界ポリフォニカ クリムゾンS（黒服）
- スティッチ! 〜いたずらエイリアンの大冒険〜（ロックの子分 太）
- 宇宙をかける少女（東堂）
- 空を見上げる少女の瞳に映る世界（教師C）
- 鉄腕バーディー DECODE:02（オペレーター）
- とある科学の超電磁砲（2009年 - 2010年、強盗、不良、若者）
- 東京マグニチュード8.0（悠貴の担任）
- ドルアーガの塔 〜the Sword of URUK〜（騎士）
- にゃんこい!（郵便局員）
- 乃木坂春香の秘密 ぴゅあれっつぁ♪（TVアナウンサー）
- はじめの一歩 New Challenger
- バスカッシュ!（警官A、BFB）
- ひだまりスケッチ×365 特別編（男子A）
- Phantom 〜Requiem for the Phantom〜（リチャード・ハリントン）
- プリンセスラバー!（今江）
- ミチコとハッチン

2010年
- いちばんうしろの大魔王（ヤン）
- 裏切りは僕の名前を知っている（人形B）
- 会長はメイド様!（須藤）
- 刀語（浮義待秋）
- さらい屋 五葉（浪人、親方、下働き、用心棒、長次、加納家息子）
- 聖痕のクェイサー（船員A、チンピラC）
- セキレイ〜Pure Engagement〜（柿崎、葦牙、葦牙A）
- ソ・ラ・ノ・ヲ・ト（若頭、兵士1）
- ダンス イン ザ ヴァンパイアバンド（ハインリヒ）
- テガミバチ（2010年 - 2011年、エミュー、住民A、団員A、町の男1） - 2シリーズ
- 伝説の勇者の伝説

2011年
- ダンボール戦機（オタブルー、ジェイソン・クロサワ）
- ちはやふる（2011年 - 2020年、坪口広史、係、アナウンサー員） - 3シリーズ

2012年
- ゼロの使い魔F（司令官）
- 夏色キセキ（マネージャー）

2013年
- 進撃の巨人（2013年 - 2022年、サムエル、ピュレ、子供） - 5シリーズ
- トリコ（美食會の男）

2014年
- ガンダムビルドファイターズトライ（コシバ・ミノル）
- クロスアンジュ 天使と竜の輪舞（試合実況）
- DRAMAtical Murder（ミズキ、パンダ）
- ブレイク ブレイド（アルガス、魔動技術士D、バルド隊隊員B）

2015年
- うしおととら（作業員C）
- コンクリート・レボルティオ〜超人幻想〜（フリーズ、畑山稔）
- 進撃!巨人中学校（サムエル）
- ドラえもん（テレビ朝日版第2期）（コーチ、通行人）
- ハイキュー!! セカンドシーズン（部下）
- 夜ノヤッターマン（ヤッター兵隊長、ヤッター兵A、インタビュアー、ヤッターコウノトリ）

2016年
- マクロスΔ（医者）
- バトルスピリッツ ダブルドライブ（イオ）

2017年
- 将国のアルタイル（ウルバーノ）

2018年
- 銀河英雄伝説 Die Neue These 邂逅（軍人、マルコム・ワイドボーン）

2021年
- すばらしきこのせかい The Animation（ヒガシザワ / 東沢洋大）

2022年
- 平家物語（緒方惟栄）

2023年
- キボウノチカラ〜オトナプリキュア'23〜（るみの父親）

### 劇場アニメ
- 空の境界 第二章 殺人考察（前）（2007年、学人）
- ベクシル 2077日本鎖国（2007年、サガ）
- カンフー・パンダ（2008年）
- 空の境界 第三章 痛覚残留（2008年、学人）
- 超劇場版ケロロ軍曹3 ケロロ対ケロロ天空大決戦であります!（2008年、訓練兵）
- HIGHLANDER ハイランダー 〜ディレクターズカット版〜（2008年、スカベンジャー）
- 空の境界 第七章 殺人考察（後）（2009年、学人）
- 宇宙ショーへようこそ（2010年）
- 劇場版 銀魂 新訳紅桜篇（2010年、浪士）
- 涼宮ハルヒの消失（2010年、榊大地[12]）
- ブレイク ブレイド（2010年、アルガス、魔動技術士D）
- REDLINE（2010年）

### OVA
- 快盗天使ツインエンジェル（2008年、BOマネージャー）
- kiss×sis（2008年、医者）
- HELLSING V（2008年、英国国防総省スタッフ）
- 舞-乙HiME 0〜S.ifr〜（2008年、シュヴァルツ）
- 魔法先生ネギま! 〜白き翼 ALA ALBA〜（2008年、カメラ小僧）
- 異世界の聖機師物語（2009年、クリフ・クリーズ、ナウア・フラン、長老、僧2、アウラの従者1、男子生徒、山賊1）
- うみものがたり 〜あなたがいてくれたコト〜（2009年、おじさん）※テレビ未放映話
- TO 共生惑星（2009年、スナウト）
- Halo Legends（2010年、MARINE 01）

### Webアニメ
- 吉宗CITY動画劇場（2008年、吉宗、仕事忍、伊集院薫）
- ポケモンジェネレーションズ（2016年）
- 攻殻機動隊 SAC_2045（2020年、3課B）

### ゲーム
2006年
- 薔薇ノ木ニ薔薇ノ花咲ク -Das Versprechen-

2007年
- すばらしきこのせかい（東沢洋大）
- Halo 3（ODST隊員）
- Routes PE / Routes PORTABLE（醍醐五郎）

2008年
- H2O プラス（付き人）
- 機動戦士ガンダム00 ガンダムマイスターズ（ハワード・メイスン）
- ストリートファイターIV（2008年 - 2014年、アベル） - 3作品

2009年
- アークライズファンタジア
- SDガンダム GGENERATION（2009年 - 2019年、ハワード・メイスン） - 4作品
- 蒼天の彼方（洪惇）
- PUNCH-OUT!!（ピストン・ホンドー）
- ヒャッコ よろずや事件簿!（戦国獅々丸）
- Halo 3: ODST（バック・エドワード）

2010年
- 二ノ国 漆黒の魔導士
- Halo:Reach（バック・エドワード 音声のみ）
- Fallout: New Vegas
- メタルファイト ベイブレード ポータブル 超絶転生! バルカンホルセウス（ファラオ）

2011年
- ゼルダの伝説 スカイウォードソード（バド）
- 第2次スーパーロボット大戦Z 破界篇（ハワード・メイスン）
- 二ノ国 白き聖灰の女王
- ファイナルファンタジーXIII-2（支配人、ブリッツ）
- ファイナルファンタジー零式（フィールドボイス）
- レイトン教授と奇跡の仮面

2012年
- 機動戦士ガンダムUC
- コール オブ デューティ ブラックオプス II（ラスマン）
- ストリートファイター X 鉄拳（アベル）
- PROJECT X ZONE（下級オロス・プロクス、悪天狗）

2013年
- 解放少女 SIN
- 恋花デイズ（栗原剛）
- ライトニング リターンズ ファイナルファンタジーXIII

2014年
- DRAMAtical Murder re:code（ミズキ）
- 闘神都市（ミリオ）

2015年
- スター・ウォーズ バトルフロント
- 超銀河秘球 コズミックボール（タイヨー・ゲンキ）

2016年
- 鏡界の白雪（猪狩弓人）
- グランドサマナーズ（ギリアム）
- ストリートファイターV（アベル）
- グランブルーファンタジー（2016年 - 2023年、アヌビス、アベル、ル・オー〈竜〉 他）

2017年
- ARMS（ニンジャラ）

2019年
- バイオハザード RE:2（エリオット）

2020年
- ゼルダ無双 厄災の黙示録

2022年
- 機動戦士ガンダム アーセナルベース（ハワード・メイスン）
- VALORANT（ハーバー）
- タクティクスオウガ リボーン（アガレス）
- スーパーロボット大戦DD（アルガス）

2024年　
- ファイナルファンタジーVII リバース

### ドラマCD
- アンバランス×2（健一の父）
- 神様のメモ帳 シリーズ（テツ）
  - 神様のメモ帳 おしゃれサギ師の末路
  - 神様のメモ帳 歌姫の危険なアングル
- 機動戦士ガンダム00 CDドラマ・スペシャル アナザーストーリー Road to 2307（ハワード・メイスン）
- 執事様のお気に入り ゴージャス★ドラマCD（係員）
- 新撰組ドラマCD シリーズ（斎藤一）
  - 新撰組ドラマCD 壬生狼真伝 -泡雪の章-
  - 新撰組ドラマCD 壬生狼真伝 -残月の章-
- なかよし公園（宇垣）
- 獏-BAKU- 第三章（夢魔）
- ブレイク ブレイド 番外編ドラマCD（アルガス）
- ベリーベリー（窃盗犯）
- V・B・ローズ（スーパーの店員）
- Routes ORIGINAL DRAMA CD "Greatest Tresure"（醍醐六郎）
- FINAL FANTASY XIII Episode Zero -Promise- Story01 -ENCOUNTER-

### BLCD
- アーサーズ・ガーディアン 赤版（アルフレッド・メルヴィル）
- 有栖川家の花嫁（男）
- I.D.（平木）
- 犬とおまわりさん。（梶尾、陵のマネージャー）
- ウチの探偵知りませんか?（鬼塚組員）
- YEBISUセレブリティーズ（客C）
- 三千世界の鴉を殺し（兵士A）
- JADE（男性1）
- 情熱のヤングマン（友人）
- 白の彼方へ（警備隊員2）
- 是-ZE-（リリー）
- その声が僕を動かす（部員）
- 対決3
- 対決NEO
- DRAMAtical Murder DramaCD（ミズキ）
- 薔薇の瞳は爆弾（那須与一）
- 秘密のバイト志願!?（男、男4、刑事）
- 法医学者と刑事の相性（高橋優）
- 放課後は独占欲（生徒）
- 真夜中に降る光（仲川直次）
- 野球天国（加斎）
- wonderful days?（和巳）

### デジタルコミック
- Flex Comix 吸血姫 ヴァンパイア・プリンセス(+Voice)（竜灯央/竜灯心）
- VOMIC あやかし恋絵巻
- VOMIC 黒子のバスケ
- VOMIC 死神監察官雷堂（滝）
- VOMIC スイッチガール（運送屋）
- VOMIC ストロボ・エッジ
- VOMIC トリコ（トロルコング）
- VOMIC MOMO（夢パパ）
- VOMIC べるぜバブ（アクババ）
- BeeTV 新宿スワン（白鳥龍彦、2012年4月1日 - ）

### 吹き替え

#### 映画
- アーサーとミニモイの不思議な国
- アサルト13 要塞警察 ※テレビ朝日版
- アルマゲドン2007
- 1408号室（ボーイ）
- ウォリスとエドワード 英国王冠をかけた恋（エフゲニー〈オスカー・アイザック〉）
- エグザイル/絆（キャット〈ロイ・チョン〉）
- エネミーオブUSA（デニス）
- エレジー（ウェイター）
- 王妃の紋章（傑王子〈ジェイ・チョウ〉）
- 怨霊 -THE HOUSE-（協力者の男性）
- ガンズ・アンド・バレット（エディ）
- キット・キトリッジ アメリカン・ガール・ミステリー（ロバート）
- 狂人の館
- コントラクト
- 光州5・18（ウォンギ）
- 30デイズ・ナイト（ダグ）
- THE 4TH KIND フォース・カインド（保安官補）
- ザ・プロテクター（処理班1）
- 三国志（若武者2）
- 幸せのレシピ
- ジェット!!（レネゲート）
- 17歳の肖像（父親）
- 十二人の怒れる男（ウマル）
- 情愛と友情（ブランシェ）
- 新・三銃士 ニュー・ジェネレーションズ（アトス）
- 捨て犬マッカムの大冒険（オンアット）
- ダニエル・ラドクリフの マイ・ボーイ・ジャック
- 沈黙の鎮魂歌（ラバスティック）
- 地球が凍りつく日（マックスウェル〈ザック・ギルフォード〉）
- デイ・アフター 首都水没
- 戦場にかける橋（まかない兵）
- ダイヤモンド・イン・パラダイス（ペイトン）
- トリプルX ネクスト・レベル（エージェント）
- ナルニア国物語/第2章: カスピアン王子の角笛
- ノウイング（車内放送の声）
- HATCHET/ハチェット（ベン〈ジョエル・デヴィッド・ムーア〉）
- ハリー・ポッターと謎のプリンス（ウェイター）
- ヒートガイズ 傷だらけの男たち（マー）
- フィクサー
- フィフティ・シェイズ・ダーカー（ホセ〈ヴィクター・ラサック〉）
- フィフティ・シェイズ・フリード（ホセ〈ヴィクター・ラサック〉）
- ブラインドネス（警備員）
- プロジェクト・アルマナック（アダム・ル〈アレン・エヴァンジェリスタ〉）
- ヘアスプレー（ブラッド）
- 暴力サークル（サンフン）
- Mr.ブルックス 完璧なる殺人鬼（スモルニー）
- ミュータント・タートルズ（フット301）
- 勇者たちの戦場（ビリー・マーシュ〈サム・ジョーンズ3世〉）
- レイクビュー・テラス 危険な隣人（ウェントワース警部）
- レスラー（担当医）
- レッドライン（トレバー）
- ロフト.（ルク・セイナーヴェ〈ブルーノ・ヴァンデン・ブルーク〉）

#### ドラマ
- アグリー・ベティ #6
- ありがとうございます
- ER XV 緊急救命室 #6（ロジャー〈ニック・ヒーネイ〉）
- ウェイバリー通りのウィザードたち
- WITHOUT A TRACE/FBI 失踪者を追え!（ポール：#74、ブレック・マリガン：#90）
- キス・オブ・デス
- 気分はぐるぐる
- 恐竜SFドラマ プライミーバル 第2章 #6
- glee/グリー（医者）
- クリミナル・マインド3 FBI行動分析課 #18
- クリミナル・マインド4 FBI行動分析課 #2、3
- クリミナル・マインド6 FBI行動分析課 #22
- クリミナル・マインド 特命捜査班レッドセル
- ゴースト 〜天国からのささやき #7、8、13、14、17、18、19（ボブ）
- CSI:9 科学捜査班 #2-24（ウィリアムズ刑事、トニー・ソープ〈オルディス・ホッジ〉 他）
- しあわせの処方箋（ニック）
- ジェリコ 閉ざされた街
- スーパーナチュラル シーズン2
- 新ビバリーヒルズ青春白書 #1-4、7、9、10、14-16、19、23、24（マイク）
- スターゲイト SG-1（ケヴィン・マークス）
- スレッシュホールド
- ダメージ2 #6、7、8
- チャームド〜魔女3姉妹〜 #117
- 超人ハルク
- チング 〜愛と友情の絆〜 #13
- CHUCK/チャック（ハリー・タン〈C・S・リー〉、コンウェイ刑事 他）
- デスパレートな妻たち4 #14
- デスパレートな妻たち5 #3
- Dr.HOUSE Season 1 #9、21
- ドレイク&ジョシュ
- ネイキッド・ブラザーズ・バンド
- HEROES/ヒーローズ #51
- プリズン・ブレイク（ガス）
- 弁護士イーライのふしぎな日常 #6、7、8
- マンハッタンに恋をして 〜キャリーの日記〜 シーズン2（警官、警備員）
- 魔術師 MERLIN #2
- ヤング・スーパーマン
- ユーリカ 〜事件です!カーター保安官〜
- LOST

#### アニメ
- アバター 伝説の少年アン
- カズープ!
- カンフー・パンダ
- バットマン ゴッサムナイト
- モンスター・ホテル（リディア）

### 映画
- ゲゲゲの鬼太郎（他の妖怪の声）
- のだめカンタービレ　最終楽章　前編（声の出演）
- のだめカンタービレ　最終楽章　後編（声の出演）

### 特撮
- てれびくん超バトルDVD 仮面ライダードライブ シークレット・ミッション type LUPIN（タイプ・ルパン） 〜ルパン、最後の挑戦状〜（2015年、ロイミュード100の声）

### ナレーション
- 霊長類の大地（アニマルプラネット）

### ボイスオーバー
- キリストの奇跡
- コロンビア号 最後の16日間（ディスカバリーチャンネル）
- スーパープレゼンテーション（NHK-Eテレ）
- 世界瞬撮インパクター「ミグ25 ベレンコ中尉亡命事件」（テレビ朝日） - ヴィクトル・ベレンコ中尉の声
- 万里の長城の秘密
- BS世界のドキュメンタリー（NHK-BS1）
  - 「アルゼンチン 破産からの再出発」（2007年）
  - 「20世紀“核”の内幕 〜米ソ対立とスパイ戦争〜」（2007年）
  - 「大統領になりたい 〜アメリカ政治を担う若者たち〜」（2012年）
  - 「“世界最大の原発”建設へ インドのジレンマ」（2017年） - アチン・バナイク、スブラット・ラシュの声
- マーサ・スチュワート ギビング（CSチャンネル）
- もうひとつの「ダ・ヴィンチ・コード」（ディスカバリーチャンネル）

### オーディオブック
- 快楽刑（梯篤司との共作）
- 新装版 ロードス島戦記 全7巻（〆野潤子との共作）
- 感動経験でお客様の心をギュッとつかむ! スターバックスの教え
- 年収の伸びしろは、休日の過ごし方で決まる ズバ抜けて稼ぐ力をつける戦略的オフタイムのコツ34
- 情報を200%活かす 池上彰のニュースの学校
- イスラム国の正体
- 幸せなことしか起こらなくなる48の魔法

### シリーズ一覧
1. ↑  第1期（2007年）、第2期『〜夏の大会編〜』（2010年）
2. ↑  ファーストシーズン（2007年 - 2008年）、セカンドシーズン（2008年 - 2009年）
3. ↑  第1シリーズ（2007年）、第2シリーズ『ショコラ！』（2008年）、第3シリーズ『フルール』（2009年）
4. ↑  第2期『しゅごキャラ!! どきっ』（2008年）、第3期『しゅごキャラ! パーティー！』（2009年 - 2010年）
5. ↑  第1期（2008年）、第2期『2』（2010年）
6. ↑  第1期（2009年）、第2期『2』（2009年）
7. ↑  第1期『流浪の戦士』（2009年）、第2期『玉座を継ぐ者』（2009年）
8. ↑  第1期（2010年）、第2期『REVERSE』（2010年 - 2011年）
9. ↑  第1期（2011年 - 2012年）、第2期『2』（2013年）、第3期『3』（2019年 - 2020年）
10. ↑  第1期（2013年）、Season 3 Part 1（2018年）、Season 3 Part 2（2019年）、The Final Season Part 1（2021年）、The Final Season Part 2（2022年）
11. ↑  『WARS』（2009年）、『WORLD』（2011年）、『OVER WORLD』（2012年）、『CROSSRAYS』（2019年）